# Diastictis ventralis
Diastictis ventralis là một loài bướm đêm trong họ Crambidae.